# Zsenisz FK
A Zsenisz FK (kazakul: Жеңіс футбол клубы) kazak labdarúgó-egyesület. A csapat hazai mérkőzéseit a 12 343 férőhelyes Kazsimukan Munaitpaszov Stadionban játssza Asztana városában.
A Kazak Premjer-liga egyik alapító tagja, eddig három alkalommal ünnepelhetett bajnoki címet, illetve három alkalommal hódította el a kazah kupát.
A klub a múltban többször is nevet változtatott, 2011 óta mint Asztana-1964 FK volt ismert (nem összetévesztendő a 2009-ben alapított Asztana FK-val), majd 2014 és 2021 között szüneteltette tevékenységét. Az újrakezdés óta használja jelenlegi nevét.

## Névváltoztatások
- 1964–1975: Gyinamo Asztana (Szovjetunió)
- 1975–1994: Celinnyik Asztana (Szovjetunió)
- 1994–1996: Ceszna Asztana
- 1996–1997: Celinnik Asztana
- 1997: Asztana FK
- 1997–2006: Zsenisz Asztana
- 2006–2009: Asztana FK
- 2009–2011: Namisz Asztana
- 2011–2014: Asztana-1964 FK
- 2014–2021: Megszűnt

2021 óta jelenlegi nevén szerepel.

## Története

### Hazai szereplése
A Szovjetunió felbomlása után az egyesület egyik alapító tagja lett a független Kazahsztán új élvonalbeli bajnokságának, a Premjer-ligának. A kezdetben középszerű eredményeket elérő és több névváltoztatáson átesett klub Zsenisz néven lett 2000-ben először bajnok, egy évvel később pedig megvédte címét. A harmadik bajnoki aranyra 2006-ig kellett várni. Eközben három alkalommal, 2001-ben, 2002-ben, valamint 2005-ben a kazah kupát is megnyerték. Az ekkor már Asztana FK-nak hívott csapat ezután komoly pénzügyi válságba került és 2009-ben kiesett a másodosztályba. 2014-ben csődbe ment az egylet és évekig nem működött. 2021-ben újraalapították a klubot, Zsenisz FK néven a harmadosztályban kezdte újra szereplését.

### Nemzetközi szereplése
A Zsenisz eddig három alkalommal mutathatta meg magát a nemzetközi kupaporondon. Legtovább a 2007–2008-as szezonban jutott, amikor a Bajnokok Ligája első selejtezőkörében a grúz bajnok Olimpi Rusztavi csapatát győzte le összesítésben 3-0-ra, de a második selejtezőkörben a norvég Rosenborg már túl nagy falatnak bizonyult.
| Szezon  | Nemzetközi sorozat   | Forduló               | Ellenfél         | Otthon | Idegenben | Összesítésben |
| ------- | -------------------- | --------------------- | ---------------- | ------ | --------- | ------------- |
| 2002–03 | UEFA Bajnokok Ligája | Első selejtező kör    | Sheriff Tiraspol | 3–2    | 1–2       | 4–4 (i.g.)    |
| 2003–04 | UEFA-kupa            | Első selejtező kör    | Viktoria Žižkov  | 1–3    | 0–3       | 1–6           |
| 2007–08 | UEFA Bajnokok Ligája | Első selejtező kör    | Olimpi Rusztavi  | 3–0    | 0–0       | 3–0           |
| 2007–08 | UEFA Bajnokok Ligája | Második selejtező kör | Rosenborg        | 1–3    | 1–7       | 2–10          |

## Sikerei
- Kazah bajnok: 3 alkalommal (2000, 2001, 2006)
- Kazahkupa-győztes: 3 alkalommal (2001, 2002, 2005)

## Legsikeresebb vezetőedzők
Az alábbi szakemberek legalább egy trófeát nyertek a csapattal:
| Név                                    | Időszak         | Trófeák                              |
| -------------------------------------- | --------------- | ------------------------------------ |
| Szergej Gorohovodackij                 | 2000            | Kazak Premjer-liga                   |
| Vladimir Dergacs                       | 2001–2002       | Kazak Premjer-liga, Kazahsztáni Kupa |
| Vladimir Fomicsev és Igor Szvecsnyikov | 2002            | Kazahsztáni Kupa                     |
| Alekszandr Irkhin                      | 2003, 2007–2008 | Kazahsztáni Kupa                     |
| Vladimir Mukanov                       | 2005            | Kazahsztáni Kupa                     |
| Arno Pijpers                           | 2006            | Kazak Premjer-liga                   |